# Morales de Toro
Morales de Toro település Spanyolországban,  Zamora tartományban. Morales de Toro Toro, Villavendimio, Villalonso, Casasola de Arión, Pedrosa del Rey és San Román de Hornija községekkel határos. Lakosainak száma 919 fő (2024).

## Népesség
A település népessége az utóbbi években az alábbiak szerint változott:
| Lakosok száma | 1058 | 1078 | 1072 | 1143 | 1063 | 1004 | 987  | 976  | 943  | 919  |
|               | 2001 | 2004 | 2007 | 2009 | 2012 | 2014 | 2017 | 2019 | 2022 | 2024 |